# Underground Eleven
Underground Eleven è il quindicesimo EP del gruppo musicale statunitense Linkin Park, pubblicato il 15 novembre 2011 dalla Machine Shop Recordings.

## Descrizione
Undicesimo EP pubblicato dal fan club ufficiale del gruppo, Underground Eleven contiene dieci demo registrate tra il 1998 e il 2010, tra cui quelle dei singoli In the End e What I've Done.

## Tracce
Testi e musiche di Linkin Park, eccetto dove indicato.
1. YO (MTM Demo) – 2:44
2. Slip (1998 Unreleased Hybrid Theory Demo) – 3:30 (Linkin Park, Mark Wakefield)
3. Soundtrack (Meteora Demo) – 3:15
4. In the End (Demo) – 3:52
5. Program (Meteora Demo) – 3:31
6. Bang Three (What I've Done Original Demo) – 3:29
7. Robot Boy (Test Mix, Option Vocal Take) – 4:31
8. Broken Foot (Meteora Demo) – 2:43
9. Esaul (A Place for My Head Demo) – 3:09 (Linkin Park, Mark Wakefield)
10. Blue (1998 Unreleased Hybrid Theory Demo) – 3:28

## Formazione
Hanno partecipato alle registrazioni, secondo le note di copertina:
Gruppo
- Chester Bennington – voce (tracce 2, 4, 7, 9 e 10)
- Mike Shinoda – rapping, voce, chitarra, pianoforte, tastiera
- Brad Delson – chitarra
- Phoenix – basso (eccetto tracce 2, 4, 9 e 10)
- Rob Bourdon – batteria
- Joe Hahn – giradischi

Altri musicisti
- Kyle Christener – basso (tracce 2, 4, 9 e 10)

Produzione
- Mike Shinoda – missaggio
- Mike Bozzi – mastering
- Andrea Seib – direzione creativa
- Frank Maddocks – direzione creativa, direzione artistica, grafica, fotografia, illustrazione